# Katavi Nationalpark
Katavi nationalpark blev oprettet i 1974 og ligger i den vestlige del af Tanzania. Det er en svært tilgængelig park og er langt mindre besøgt end andre parker. Parken er på omkring 4.471 kvadratkilometer, hvilket som gør den til den tredje største park i Tanzania. Parken ligger øst for Tanganyikasøen i Mpanda distriktet Rukwaregionen, og omfatter Katuma River og de to søer Lake Katavi og Lake Chada som er delvis tørlagt i den tørre årstid.

## Dyrelivet
Dyrelivet omfatter store flokke vilddyr, specielt bøfler og elefanter, samt langs Katumafloden, krokodiller og flodheste. Enkelte kilder opgiver en stor mangfoldighed i parkens fauna, men andre rapporterer om reducerede dyrebestande på grund af ulovlig jagt, som sandsynligvis forekommer, da parken i modsætning til andre tanzanianske parker har få besøgende og der knapt forekommer organiserede ture.

## Besøgende
Besøgstallet i parken er usikkert, men det er ekstremt lavt i forhold til andre parker, antagelig mindre end 1.000 om året.
Det er kun tre permanente turistlejre i parken, hver med en kapacitet på et dusin gæster.
Det er nærmest umuligt at komme frem til parken på individuel basis og besøg til parken bliver helst arrangeret af turoperatører som flyver gæsterne ind med småfly som kan lande på en græsslette, Ikuu airstrip nær parken. Denne landingsbane har minimalt med faciliteter, kun nogle tønder med benzin som gør det muligt at efterfylde brændstof Der er ca. en times flyvning fra Dar-es-Salaam eller Arusha. Transport med firehjulstrækkere over vejløst terræn må regnes i dage – ikke timer.

## Eksterne kilder og henvisninger
1. ↑  Cessna Fuel Refilling at Katavi, Juni 2006 (from huntzinger.com)

- Katavi National Park Official Website (in English)
- Personal Website with photos from Katavi (June 2006)

6°50′S 31°15′Ø / 6.833°S 31.250°Ø